# 阿卡迪亞鎮區 (愛荷華州卡洛爾縣)
阿卡迪亞鎮區（英語：Arcadia Township）是位於美國愛荷華州卡洛爾縣的一個行政鎮區。

## 地方資料
根據2010年美國人口普查的數據，阿卡迪亞鎮區的面積為93.79平方千米，當中陸地面積為93.77平方千米，而水域面積為0.02平方千米。當地共有人口752人，而人口密度為每平方千米8.02人。